# Governo Janev I
Il Governo Janev I è stato il 97º governo della Bulgaria, per un totale di 4 mesi e 8 giorni dal 12 maggio 2021 al 18 settembre 2021. Il governo nasce come esecutivo ad interim per guidare il paese dopo le elezioni svolte il 4 aprile 2021.

## Composizione
Partito Socialista Bulgaro (BSP)
     Indipendenti
     Continuiamo il Cambiamento (PP)
     Democratici per una Bulgaria Forte (DSB)
     Ministri Vicini al presidente di area BSP
| Carica                                                                           | Titolare | Titolare | Titolare         | Partito politico           | Partito politico |
| -------------------------------------------------------------------------------- | -------- | -------- | ---------------- | -------------------------- | ---------------- |
| Primo ministro                                                                   |          |          | Stefan Janev     | Indipendente               |                  |
| Vice Primo Ministro per le Politiche Sociali ed Economiche, Ministro del Lavoro  |          |          | Gălăb Donev      | Indipendente               |                  |
| Vice Primo Ministro per l'Ordine e la Sicurezza Interni, Ministro dell'Interno   |          |          | Bojko Raskov     | Partito Socialista Bulgaro |                  |
| Vice Primo Ministro per la gestione dei fondi UE                                 |          |          | Atanas Pekanov   | Indipendente               |                  |
| Ministro delle Finanze                                                           |          |          | Asen Vasilev     | PP                         |                  |
| Ministro della difesa                                                            |          |          | Georgi Panajotov | Indipendente               |                  |
| Ministro degli Esteri                                                            |          |          | Svetlan Stoev    | Indipendente               |                  |
| Ministro della giustizia                                                         |          |          | Janaki Stoilov   | Partito Socialista Bulgaro |                  |
| Ministro della salute                                                            |          |          | Stojčo Kacarov   | DSB                        |                  |
| Ministro dell'istruzione                                                         |          |          | Nikolaj Denkov   | PP                         |                  |
| Ministro dell'agricoltura e dell'alimentazione                                   |          |          | Hristo Bozukov   | Indipendente               |                  |
| Ministro dei trasporti, delle tecnologie dell'informazione e delle comunicazioni |          |          | Georgi Todorov   | Indipendente               |                  |
| Ministro dell'Ambiente e delle Acque                                             |          |          | Asen Ličev       | Indipendente               |                  |
| Ministro dell'Energia                                                            |          |          | Andrej Živkov    | Indipendente               |                  |
| Ministro del Turismo                                                             |          |          | Stela Baltova    | Indipendente               |                  |
| Ministro dell'Economia                                                           |          |          | Kiril Petkov     | PP                         |                  |
| Ministro dello sviluppo regionale                                                |          |          | Violeta Komitova | Indipendente               |                  |
| Ministro della Cultura                                                           |          |          | Velislav Minekov | Indipendente               |                  |
| Ministro della Gioventù e dello Sport                                            |          |          | Andrej Kuzmanov  | Indipendente               |                  |

## Contesto precedente
A seguito delle elezioni dell’aprile 2021, in Bulgaria si aprì una forte crisi politica determinata dall’impossibilità delle forze politiche di trovare una maggioranza di governo. Le elezioni, infatti, seppur vinte dall'allora presidente in carica (Bojko Borisov di GERB) con l'assegnazione di 75 seggi su 240 al suo partito, non hanno permesso di produrre una maggioranza di governo, in quanto i seggi ottenuti dai partiti erano insufficienti e lontani dai 121 necessari per la formazione un nuovo esecutivo monocolore o senza coalizione. Nonostante un estenuante mese passato fra tavoli e trattative, tra le forze politiche non si riuscì a trovare un accordo per la formazione di un nuovo Governo e così, vista la crisi politica in atto, il 12 maggio 2021 il Presidente della Bulgaria Rumen Radev nomina come capo del governo ad interim il militare Stefan Janev, che presentò la lista dei ministri e giurò il giorno stesso. Allo stesso tempo si decise che le elezioni politiche si sarebbero tenute in data 11 luglio 2021.
A seguito della seconda tornata elettorale in poco più di tre mesi, i risultati emersi furono nuovamente dichiarati inconcludenti. Questa volta, infatti, il partito GERB perse due seggi a favore di un altro partito (ITN di Slavi Trifonov) ma, in ogni caso, i seggi che quest’ultimo partito aveva guadagnato non riuscirono nuovamente a permettere la formazione di un governo: Il leader del partito ITN, infatti, aveva tentato di formare una coalizione ma a seguito di un fallimento, decise di fermare anche ogni tentativo di un governo di minoranza, e il mandato esplorativo fu così assegnato agli altri leader delle fazioni presenti in parlamento, fra cui Kornelija Ninova (BSP), ma senza risultati.
Visti i risultati, il Presidente della Bulgaria Rumen Radev è stato costretto a riconfermare Janev come primo ministro ad interim e ad indire ancora nuove elezioni, le terze  nello stesso anno, il 14 novembre 2021, in concomitanza con le elezioni presidenziali.